# Isoluoto (del av en ö)
Isoluoto är en del av en ö i Finland, avskiljd från resten av Aaslaluoto av en kedja av tre glosjöar. Den ligger i kommunen Nådendal i Rimito i landskapet Egentliga Finland, i den sydvästra delen av landet, 160 km väster om huvudstaden Helsingfors.
Bergsområdet på Isoluoto är mångsidigt till sin växtlighet. Mot havet i öster finns en skogsalmslund som är skyddad genom lundskyddsprogrammet. Glosjöarna hör till programmet för skydd av fågelvatten.